# Cape Scott Park
Cape Scott Park är en park i Kanada.   Den ligger i provinsen British Columbia, i den sydvästra delen av landet, 3 900 km väster om huvudstaden Ottawa. Cape Scott Park ligger 202 meter över havet.
Terrängen runt Cape Scott Park är kuperad åt sydost, men åt nordväst är den platt. Havet är nära Cape Scott Park åt sydväst. Trakten runt Cape Scott Park är nära nog obefolkad, med mindre än två invånare per kvadratkilometer.. Det finns inga samhällen i närheten. 
I omgivningarna runt Cape Scott Park växer i huvudsak barrskog.